# Englische Badmintonmeisterschaft 2003
Die Englische Meisterschaft 2003 im Badminton fand vom 31. Januar bis zum 2. Februar 2003 im The Triangle in Burgess Hill statt.

## Finalresultate
| Disziplin    | Sieger                         | Finalist                  | Ergebnis          |
| ------------ | ------------------------------ | ------------------------- | ----------------- |
| Herreneinzel | Colin Haughton                 | Mark Burgess              | 15-8, 15-13       |
| Dameneinzel  | Julia Mann                     | Tracey Hallam             | 13-12, 13-10      |
| Herrendoppel | Anthony Clark Nathan Robertson | Simon Archer Ian Sullivan | 15-6, 15-10       |
| Damendoppel  | Gail Emms Donna Kellogg        | Joanne Wright Ella Tripp  | 5-15, 15-11, 15-9 |
| Mixed        | Nathan Robertson Gail Emms     | Robert Blair Natalie Munt | 15-10, 9-15, 15-1 |